# Kenai (rivière)
Pour les articles homonymes, voir Kenai.
La Kenai (Kenai River en anglais) est un fleuve d'Alaska aux États-Unis, de 132 km de long. Elle prend sa source dans le lac Kenai, à l'ouest des Montagnes Kenai, au travers du Refuge faunique national de Kenai, et se jette près de la ville de Kenai et de la ville de Soldotna, dans le Golfe de Cook, dans l'océan Pacifique.

## Description
La Kenai drague le centre de la Péninsule Kenai. Elle part du lac Kenai. Près de Cooper Landing, le lac se rétrécit pour former la rivière. 18 kilomètres plus loin, la rivière passe au travers de Kenai Canyon par des rapides pendant 3,2 kilomètres. La zone qui s'étend de Kenai Lake à Skilak Lake est appelée Upper River. La zone entre Skilak Lake et le pont de la Sterling Highway qui l'enjambe près de Soldotna est appelée Mid-River. Les derniers 34 kilomètres jusqu'à l'embouchure s'appellent Lower River. Le débit de partie aval de la rivière est très influencé par les marées de l'océan.

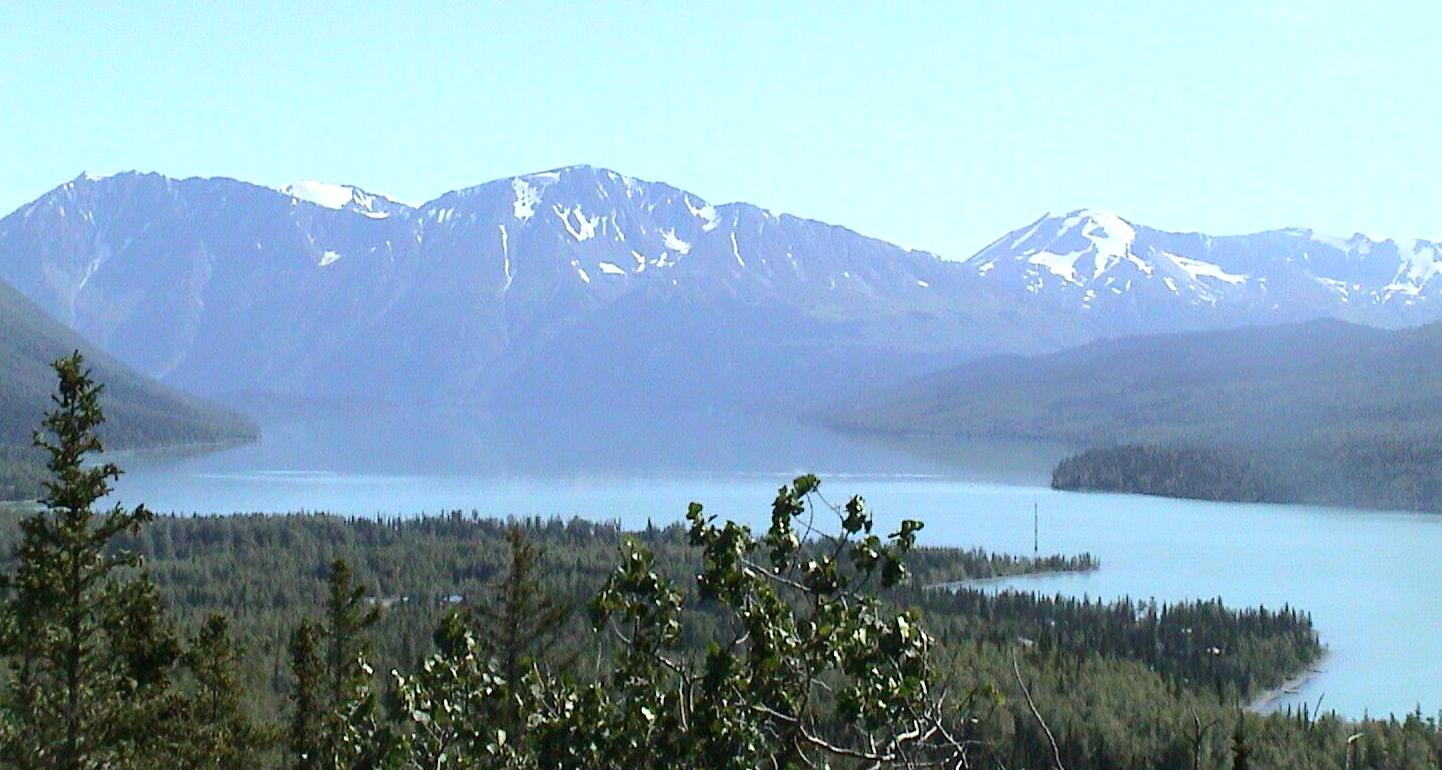
Lac Kenai

## Faune
La rivière Kenai est un lieu réputé pour la pêche au saumon, en particulier le saumon royal. Mais ses rives hébergent aussi de nombreux oiseaux, ainsi que des élans et des ours. Il arrive que l'on puisse voir des baleines à quelques miles de son embouchure.

## Affluent
- Snow, 45 km